# Коллективная ответственность
Коллективная ответственность — форма ответственности, когда за деяния, совершаемые одним или несколькими членами группы (семьи, рода, хозяйственной организации, трудового коллектива, воинского подразделения, класса или группы в учебном заведении, жителей одного населённого пункта и так далее) несёт какую-либо ответственность вся эта группа целиком.
Не следует путать с коллективной виной — выражающейся в возложении обязанностей и наказаний на группу в целом, без учёта её структуры, роли отдельных членов в группе и их вклада в деятельность группы. Коллективная вина является в основном политическим принципом, применявшимся, в частности, в тоталитарных странах XX века (Советский Союз и нацистская Германия), когда ими депортировались целые народы.
Карл Ясперс выделил разные понимания виновности: уголовная или юридическая, политическая, моральная и метафизическая (ответственность за «всякую несправедливость в мире, особенно за преступления, совершаемые в нашем присутствии и с нашего ведома»). Из них только политическая может быть коллективной: это ответственность за те действия государственных деятелей, в которых опосредованно участвуют все граждане.
Ханна Арендт чётко разделяет вину и ответственность. Вину невозможно распространить на коллектив; более того, такой подход часто становится способом самоотстранения от реального разговора о вине: «Где виновны все, невиновен никто».
Принцип коллективной ответственности применяется обычно в тех случаях, когда более или менее сплочённая группа выступает по отношению к субъекту в единой роли и для субъекта не имеют значения взаимоотношения внутри группы (феодал — деревня, командир — подразделение, заказчик — рабочая бригада), или когда деятельность разных членов группы настолько сильно пересекается, что принципиально невозможно разграничить индивидуальную ответственность каждого. Предполагается, что для получения коллективного поощрения или избегания коллективного наказания группа самостоятельно организует свою деятельность таким образом, чтобы эта деятельность устраивала субъекта.
В настоящее время, как правило, идея коллективной ответственности воспринимается негативно, поскольку подразумевает возложение ответственности за деяние в том числе на лиц, к этим деяниям непричастных. Тем не менее, на практике коллективная ответственность применялась и применяется, в частности, в армии, учебных заведениях и местах лишения свободы. В определённых условиях может быть узаконенным элементом трудовых отношений, в частности, её применение закреплено законодательством о труде России (ст. 245 ТК РФ) .

## Коллективная ответственность в хозяйственно-экономической сфере
Коллективная (бригадная) материальная ответственность не противоречит трудовому кодексу РФ и часто используется работодателями больших предприятий. Более того, зачастую её применение является единственным способом обеспечения работы подразделения. Для введения коллективной ответственности в определённом подразделении должен быть заключён и введён в действие приказом руководителя предприятия так называемый «договор о совместной материальной ответственности», который и устанавливает сам факт введения режима коллективной ответственности и разграничивает обязанности и полномочия сторон при осуществлении этого договора. Договор заключается в том случае, когда обслуживание и доступ к материальным ценностям имеет не один человек, а сразу несколько лиц. Трудовой кодекс Российской Федерации (статья 245), определяет следующие обязательные условия для возможности введения коллективной ответственности:
- обслуживание материальных ценностей предприятия в рамках трудовой деятельности (и только!) осуществляется определённой ограниченной группой сотрудников;
- нет разумной возможности разграничить и учесть отдельно доступ членов этой группы к данным ценностям;
- операции по работе с материальными ценностями должны являться единым, неделимым процессом и при этом быть подконтрольны всем членам группы (например, посменную работу нельзя отнести к данному типу, если существует или легко осуществим процесс учёта расхода материальных ценностей для каждого сотрудника, то есть можно установить индивидуальную материальную ответственность;

Договор о коллективной материальной ответственности в соответствии с ТК РФ добавляется к трудовому договору и заключается одновременно со всеми членами коллектива (бригады). Отказ работника от заключения договора в этом случае может быть основанием для его увольнения или перевода на другую работу.
Работодатель для введения коллективной ответственности должен:
- обеспечить защиту от неправомерного доступа к имуществу, являющемуся предметом коллективной ответственности, посторонних лиц и работников организации;
- разработать регламенты доступа к имуществу;
- обеспечить условия (в том числе выделить рабочее время) для периодического учёта.

Если это не будет сделано, работники могут отказаться от выполнения договора, а суд откажет работодателю в возмещении ущерба на том основании, что изначально не были соблюдены условия для хранения материальных ценностей.

## Коллективная ответственность во время вооружённых конфликтов
В истории межгосударственных и внутригосударственных вооружённых конфликтов и связанных с ними событий известно множество примеров применения коллективной ответственности, чаще всего в формах террора и взятия заложников на оккупированных территориях или в зоне ведения военных действий, в качестве средства устрашения, пресечения неповиновения или мести за сопротивление.
Так в период Гражданской войны в России практически все стороны конфликта практиковали взятие заложников и массовые расстрелы гражданских лиц в качестве «профилактических мер», препятствующих бунтам и саботажу.
Следующая телеграмма В. И. Ленина от 9 августа 1918 года была направлена Пензенскому губисполкому в связи с мятежом в Пензенском уезде:143, 144:

Получил Вашу телеграмму153. Необходимо организовать усиленную охрану из отборно надежных людей, провести беспощадный массовый террор против кулаков, попов и белогвардейцев; сомнительных запереть в концентрационный лагерь вне города. Экспедицию пустите в ход154. Телеграфируйте об исполнении.

153 Имеется в виду сообщение председателя Пензенского губкома партии Е. Б. Кош о положении в губернии. 5 августа 1918 года в Кучкинской волости Пензенского уезда вспыхнул кулацкий мятеж, который вскоре перебросился и в соседние волости. Обманом и насилием кулакам удалось привлечь к участию в мятеже многих середняков и даже бедняков. 8 августа мятеж в Пензенском уезде был ликвидирован, однако положение в губернии продолжало оставаться напряжённым. В ночь с 18 на 19 августа вспыхнул левоэсеровский мятеж в уездном городе Чембаре (см. примечание 165). Руководящие пензенские работники не были достаточно энергичны в подавлении контрреволюционных мятежей. В. И. Ленин направил несколько телеграмм в Пензу, требуя применения решительных мер в борьбе с кулачеством.
154 Речь идет об Экспедиции заготовления государственных бумаг, занимавшейся печатанием денежных знаков и почтовых марок, которая была эвакуирована из Петрограда в Пензу.

«Известия Пензенской Губчека» сообщали: «За убийство товарища Егорова, петроградского рабочего, присланного в составе продотряда, было расстреляно 152 белогвардейца. Другие, ещё более суровые меры будут приняты против тех, кто осмелится в будущем посягнуть на железную руку пролетариата».
В дальнейшем помещение в концентрационные лагеря и расстрелы без суда и следствия гражданских лиц приобрели массовый характер. По оценкам, основывающимся лишь на публикациях советской прессы, за осень 1918 года было уничтожено по меньшей мере 10—15 тыс. человек.
Вполне официально находились на положении заложников семьи офицеров царской армии, перешедших на службу большевикам (так называемых военспецов). Таким образом, семья военспеца несла коллективную ответственность за его лояльность советской власти.
Во время Великой Отечественной войны немецкими войсками на оккупированных территориях СССР (как и в других оккупированных странах, например, Польше) повсеместно практиковался массовый террор в ответ на действия партизан и подпольщиков, на убийства военнослужащих и/или работников оккупационной администрации. Данная практика не только не пресекалась, но была прямо санкционирована немецким командованием. Широко известен приказ Кейтеля от 23 июля 1941 года:

Учитывая громадные пространства оккупированных территорий на Востоке, наличных вооружённых сил для поддержания безопасности на этих территориях будет достаточно лишь в том случае, если всякое сопротивление будет караться не путём судебного преследования виновных, а путём создания такой системы террора со стороны вооружённых сил, которая будет достаточна для того, чтобы искоренить у населения всякое намерение сопротивляться.

В числе обвинений, предъявленных на Нюрнбергском процессе, было и взятие заложников.
В то же время, действовавший ещё во время Второй мировой войны параграф 358 американских «Правил ведения сухопутной войны», упоминал:

…заложники, которых берут и держат с целью предупредить какие-либо незаконные действия со стороны вооружённых сил противника или его населения, могут наказываться и уничтожаться, если противник не прекратит эти действия.

В 1948 году американский военный трибунал в Нюрнберге в одном из своих приговоров указал:,

…количество казнённых заложников должно соответствовать акту, совершенному противной стороной, результатом которого и явились данные репрессии.

Женевская конвенция 1949 года запретила репрессии, направленные против гражданских лиц, а также взятие любых заложников.